# TT SUPERBIKES
『TT SUPERBIKES』（ティーティー スーパーバイクス）はイギリスのJester Interactiveが開発し、タイトーから2006年5月25日に発売されたPlayStation 2用ソフト。
アメリカでは『Suzuki TT Superbikes: Real Road Racing』として発売された。

## ゲームモード
- アーケードモード

1位に入賞して次のステージに進む1人プレイ専用モード
- チャレンジモード

マシンを乗りこなして行くモード。
- 2P対戦モード

2人で楽しめる2P対戦モード。プレイヤーがゴールした人の勝利。